# Parafia św. Wojciecha w Legnicy
Parafia pw. Świętego Wojciecha w Legnicy – parafia rzymskokatolicka znajdująca się w dekanacie Legnica Wschód diecezji Legnickiej. Jej proboszczem jest ks. Józef Borowski. Obsługiwana przez księży diecezjalnych. Erygowana 19 marca 1997 roku. Mieści się przy ulicy Radosnej na osiedlu Mikołaja Kopernika.

## Zasięg parafii
Ulice: Horyzontalna, Heweliusza, Galileusza, Astronomiczna, Biegunowa, Radosna, Słoneczna, Cicha, Ciepła, Zalotna, Skoczna, Pogodna, Promienna, Piłsudskiego, Bystra, Kryniczna, Sielanka, Szczęśliwa.